# Toxeuma fuscicorne
Toxeuma fuscicorne är en stekelart som beskrevs av Walker 1833. Toxeuma fuscicorne ingår i släktet Toxeuma och familjen puppglanssteklar. Arten är reproducerande i Sverige. Inga underarter finns listade i Catalogue of Life.